# Chomalu
Chomalu (persiska: چومالو, چومانلو, چُرمال, چُرمالو, Chūmālū) är en ort i Iran.   Den ligger i provinsen Zanjan, i den nordvästra delen av landet, 300 km nordväst om huvudstaden Teheran. Chomalu ligger 1 750 meter över havet och antalet invånare är 382.
Terrängen runt Chomalu är kuperad åt sydväst, men åt nordost är den platt. Runt Chomalu är det ganska glesbefolkat, med 47 invånare per kvadratkilometer. Närmaste större samhälle är Āq Kand, 16,5 km nordväst om Chomalu. Trakten runt Chomalu består i huvudsak av gräsmarker.